# 多保他命
多保他命（Dobutamine）是一種擬交感神經性药物，用於心臟衰竭及心因性休克的治療。本品屬於交感神经的β1受體致活劑。多保他命最初於1970年代由任職於礼来公司的 Ronald Tuttle 和 Jack Mills 博士所開發，為isoprenaline的相似物。

## 臨床用途
多保他命屬於正性肌力藥物，可用於治療急性心臟衰竭，例如手術期間或敗血性及心因性休克的心衰竭。